# Olaf Möller (Politiker)

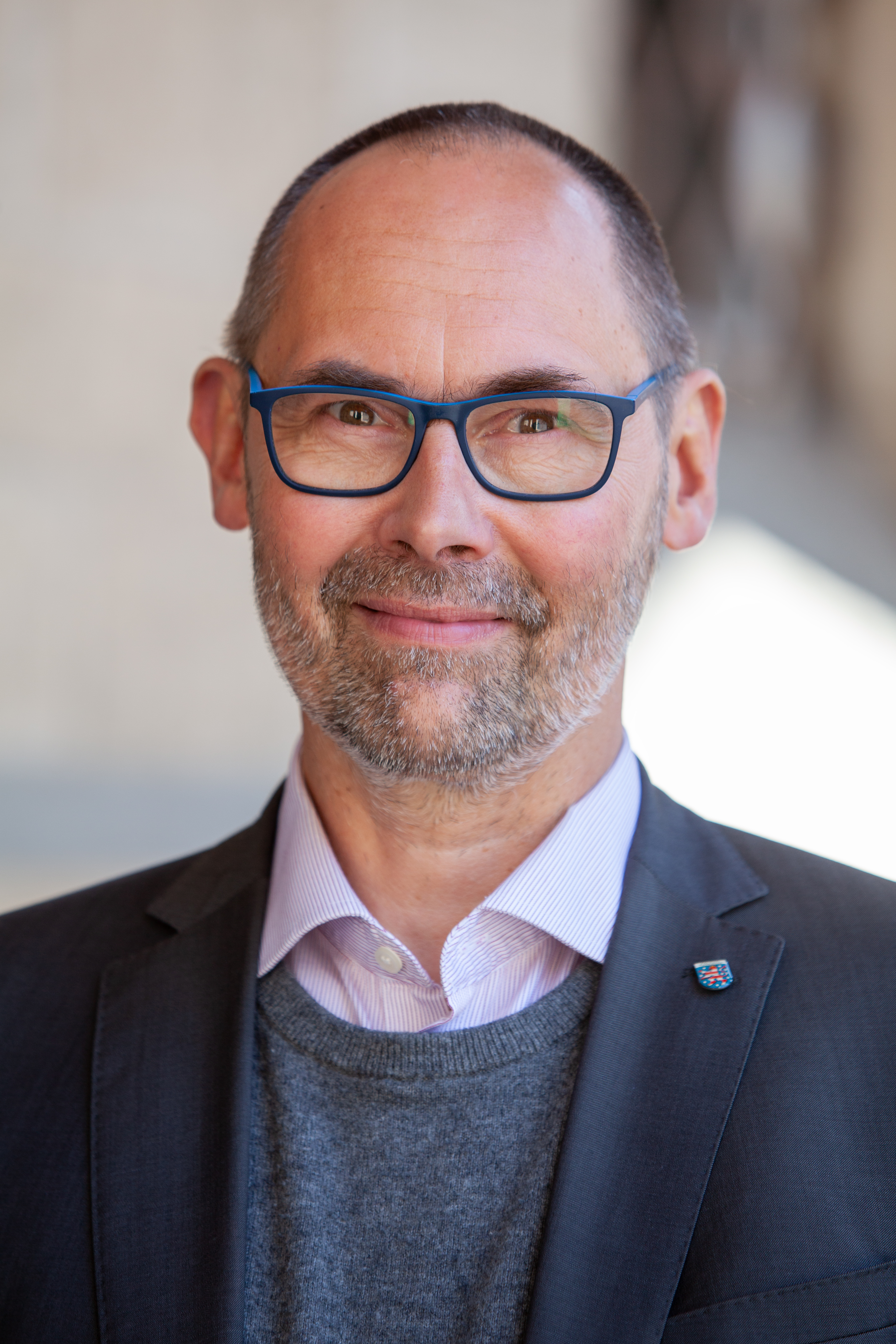
Olaf Möller (2019)

Olaf Reiner Möller (* 18. Februar 1962 in Mühlhausen) ist ein deutscher Politiker (Bündnis 90/Die Grünen). Er war von 1990 bis 1994 sowie von 2014 bis 2015 Mitglied des Thüringer Landtags sowie von 2014 bis 2022 Staatssekretär im Thüringer Ministerium für Umwelt, Energie und Naturschutz.

## Ausbildung und Beruf
Olaf Möller legte 1980 sein Abitur an der Arbeiter-und-Bauern-Fakultät (ABF II) in Halle (Saale) ab, es folgte der Wehrdienst bei der NVA. Von 1982 bis 1983 arbeitete er als Anlagenfahrer bei einer Molkerei in Schwerin. Ab 1983 studierte er Mathematik, Physik und Anthropologie an der Friedrich-Schiller-Universität in Jena. Möller schloss das Studium 1988 mit dem Diplom ab und war anschließend wissenschaftlicher Assistent an der Universität. Von 1983 bis Oktober 1989 war er Mitglied der SED.

## Politische Karriere
Olaf Möller ist seit 24. November 1989 Mitglied der Grünen Partei in der DDR und damit auch Gründungsmitglied. Bis zum ersten Parteitag am 9. Februar 1990 war er Mitglied im provisorischen DDR-Sprecherrat seiner Partei.
Bei der ersten Thüringer Landtagswahl wurde er als Abgeordneter ins Parlament gewählt und führte in der ersten Wahlperiode des Thüringer Landtags (1990–1994) als Parlamentarischer Geschäftsführer die Fraktion Bündnis 90/Die Grünen Thüringen (zunächst: Neues Forum/Grüne/Demokratie Jetzt). Von 1995 bis 2000 war er zusammen mit Katrin Göring-Eckardt Landessprecher (Vorsitzender) von Bündnis 90/Die Grünen in Thüringen.
2000 übernahm Möller die Geschäftsführung des Vereins Waldorfpädagogik Ostthüringen e. V., zu dem die Freien Waldorfschulen Jena und Gera sowie der Waldorfkindergarten Jena gehören. 2002 legte er die staatliche Prüfung zum Heilpraktiker mit Schwerpunkten Homöopathie, Akupunktur und Psychosomatik ab. Im Nebenerwerb arbeitet Möller seit 2002 als Landwirt. Seit 2009 ist Olaf Möller Mitglied des Kreistages im Saale-Holzland-Kreis, dort im Kreisausschuss und Vorsitzender des Haushalts- und Finanzausschusses.
Im September 2014 gelang Olaf Möller über die Landesliste seiner Partei nach 20 Jahren der Wiedereinzug in den Thüringer Landtag. In der Fraktion Bündnis 90/Die Grünen wurde er stellvertretender Parlamentarischer Geschäftsführer. Am 5. Dezember 2014 ernannte Thüringens neuer Ministerpräsident Bodo Ramelow Möller zum Staatssekretär im Thüringer Ministerium für Umwelt, Energie und Naturschutz. Wegen seiner Ernennung zum Staatssekretär gab er am 6. Januar 2015 sein Landtagsmandat ab; seine Nachrückerin wurde Babett Pfefferlein. Zum 30. April 2022 wurde er auf Veranlassung von Ministerin Anja Siegesmund in den einstweiligen Ruhestand versetzt. Sein Nachfolger im Amt wurde Burkhard Vogel.

## Sonstiges
Olaf Möller lebt in Rödigen bei Jena. Er ist verheiratet, hat fünf Kinder und mehrere Enkelkinder. Er ist Mitglied im Bund für Umwelt und Naturschutz, in der Arbeitsgemeinschaft bäuerliche Landwirtschaft (AbL), im Verkehrsclub Deutschland und in einigen kleineren Vereinen.